# Тристан и Изольда (фильм)
«Тристан и Изольда» (англ. Tristan & Isolde) — художественный фильм в жанре эпической романтической драмы режиссёра Кевина Рейнольдса, вышедший в 2006 году. Фильм основан на одноимённой средневековой романтической легенде. Наряду с совпадениями отдельных черт сюжета в фильме присутствуют значительные, по сравнению с оригиналом, изменения общей сюжетной картины, причинно-следственных связей, мотиваций и т. п.

## Сюжет
VI век н. э. после ухода римлян с британского континента. На жителей Британии нападают ирландцы, чей король Дончад мечтает перессорить вражеских правителей между собой, чтобы затем завоевать их по принципу «разделяй и властвуй».
Король Корнуэлла Марк собирает совет племён, чтобы объединить народы Британии перед угрозой ирландских набегов. Дончад посылает воинов, которые скрытно проникают в замок. В последующей бойне погибают брат Марка с женой; ему удаётся спасти племянника Тристана, но при этом удар меча отсекает его кисть. Король растит племянника Мелота и сироту Тристана, к которому вся семья относится как к родному, и строит каменный замок по образцу римских укреплений.
В то же время в Ирландии подрастает дочь короля Дончада, прекрасная принцесса Изольда. Она мечтает о любви, но отец собирается выдать её за могучего воина Морхольда и решает обложить британцев данью в виде рабов, чтобы спровоцировать их. По его приказу Морхольд собирает рабский караван. Тристану удаётся отвлечь часть ирландских воинов; с главными силами он нападает на караван и убивает Морхольда, но получает ранение от его отравленного клинка. Приняв юношу за мёртвого, друзья кладут его в лодку, поджигая её горящими стрелами. Однако намокший хворост потухает, течение переносит лодку Тристана через пролив между Британией и Ирландией и прибивает к берегу Ирландии.
Принцесса Изольда, ещё не зная, что Морхольд погиб в бою, сбегает из дома, чтобы не выходить за него замуж. Она находит лодку с телом Тристана и, убедившись, что он жив, подбирает и выхаживает его, спрятав в заброшенной сторожке на берегу. Она передумывает убегать из дома, и часто навещает своего пациента, о чём знает только её старая служанка. Догадавшись о британском происхождении Тристана, девушка тактично не задаёт ему лишних вопросов, не спрашивает его имени, а сама называется вымышленным. Между ними начинается роман.
Один из бродяг находит в погребальной лодке Тристана меч Морхольда и сообщает об этом. Жители устраивают облаву на незваного гостем, и Изольда вынуждает его срочно покинуть Ирландию. Он приглашает её плыть вместе с ним, но та вежливо отказывается.
Дончад решает выдать дочь замуж за одного из британских королей, декларируя это целями перемирия, но втайне надеясь использовать этот брак для последующего захвата власти над Британией. Право взять принцессу в жёны разыгрывается на турнире. Тристан побеждает на турнире, представляя Марка, не подозревая при этом о том, что Изольда и есть его любимая. Девушка узнаёт, что Тристан представлял Марка и она должна стать женой незнакомого ей человека. После этого она предлагает ему бежать, но тот отказывается, так как убеждён, что от этого брака зависит будущий мир с Ирландией, и не желает предавать своего дядю. Спустя некоторое время после женитьбы последнего Тристан и Изольда начинают тайно встречаться, хотя Марк хорошо относится к жене.
Завистливый и властолюбивый лорд Уистред, побеждённый Тристаном в финале турнира, замечает их чувства и вступает в тайный сговор с Дончадом, который обещает ему корону. Ирландец уверен, что неумелое правление Уистреда погрузит остров в кровавую междоусобицу, а это сделает британцев лёгкой добычей в будущем. Тристан решает покончить с романом, но Марк застаёт их во время тайного свидания. Выслушав Изольду, он решает дать им уйти вдвоём, и всё же верный ему племянник решает остаться в Британии.
Мелот, недовольный Тристаном и обманутый Уистредом, проводит его через подземный ход в замок Марка. Увидев, что следом идут воины, он разгадывает коварный план, но изменник пронзает его мечом и врывается в замок. Армия Дончада и британцы подходят к замку. Уистред пытается опустить подъёмный мост; лучники его блокируют воинов Марка, не давая им ворваться в зал. Тристан находит умирающего Мелота и врывается в зал. Он блокирует механизм подъёмного моста. Уистред наносит ему смертельный удар, но Тристан вонзает в него кинжал. Марк опускает мост и вместе с ним выходит наружу. Он показывает британцам голову настоящего изменника — Уистреда. Дончад, получив стрелу в спину, начинает битву. Тристан умирает на руках Изольды, а приближённые зовут Марка на битву. По рассказам, он побеждает ирландцев, объединяет остров и правит в мире до конца своих дней.

## В ролях
| Актёр                | Роль           |
| -------------------- | -------------- |
| Джеймс Франко        | Тристан        |
| София Майлс          | Изольда        |
| Томас Броди Сэнгстер | Юный Тристан   |
| Руфус Сьюэлл         | король Марк    |
| Дэвид О’Хара         | король Дончад  |
| Марк Стронг          | лорд Уистред   |
| Генри Кэвелл         | Мелот          |
| ДжейБи Блэнк         | Леон           |
| Лео Грегори          | Симон          |
| Ричард Диллэйн       | Арагон         |
| Бронах Галлахер      | Брана          |
| Ронан Вайберт        | Бодкин         |
| Люси Рассел          | Эдит           |
| Грэхем Муллинз       | Морхольд       |
| Декстер Флетчер      | Орик           |
| Уинтер Эйв Золи      | сестра Уидсета |

## Факты
- Рецензент сайта обзоров sqd.ru в своём обзоре фильма с иронией отметил, что в данном сюжете исторические роли британцев и ирландцев (как инициаторов захватнических и оборонительных военных действий) поменяли ролями[4]
- В трейлере к фильму использована песня американской рок-группы Evanescence — «Going under»[5]